# Алиса Французская
Алиса Французская (Аликс; ок. 1151 — ок. 1195) — принцесса Франции, графиня Блуа в браке с Тибо V де Блуа. Регент Блуа в отсутствие своего мужа в 1190—1191 годах и при малолетнем сыне Людовике в 1191—1195 годах.

## Жизнь
Алиса, дочь короля Франции Людовика VII и герцогини Алиеноры Аквитанской, была названа в честь своей тёти Петрониллы Аквитанской, которую также называли Алисой. Рождение второй дочери вместо необходимого сына и наследника стало одной из причин расторжения брака королевской пары в 1152 году, через год после рождения Алисы. Она и её сестра Мария были объявлены законными, и опека над девочками была передана их отцу. Вскоре Алиенора покинула французский двор и вышла замуж за Генриха II, герцога Нормандского, который впоследствии стал королём Англии.
В 1164 году Алиса вышла замуж за Тибо V де Блуа, который ранее пытался похитить мать Алисы, чтобы заставить её вступить с ним в брак. Её старшая сестра Мария вышла замуж за брата Тибо, Генриха.
Когда её муж уехал на Восток в 1190 году, она была назначена регентом на время его отсутствия. Когда он умер в 1191 году, и ему наследовал несовершеннолетний сын Людовик, Алиса снова стала регентом.

## Дети
У Алисы и Тибо было семеро детей:
- Тибо (ум. 1182)
- Людовик (ум. 1205), граф Блуа, Шартра и Клермона
- Генри (ум. 1182)
- Филипп (ум. 1202)
- Маргарита (ум. 1230), графиня Блуа и Шатодена
- Изабелла (ум. 1248), графиня Шартра и Роморантена
- Аделаида, аббатиса Фонтевро